# Plebs eburnus
Espèce
Synonymes
- Epeira eburna Keyserling, 1886
- Araneus eburnus (Keyserling, 1886)
- Epeira rubripunctata Rainbow, 1893
- Epeira sinuosus Rainbow, 1893

Plebs eburnus est une espèce d'araignées aranéomorphes de la famille des Araneidae.

## Distribution
Cette espèce est endémique d'Australie. Elle se rencontre au Queensland, en Nouvelle-Galles du Sud, au Victoria, en Tasmanie et en Australie-Méridionale.

## Description

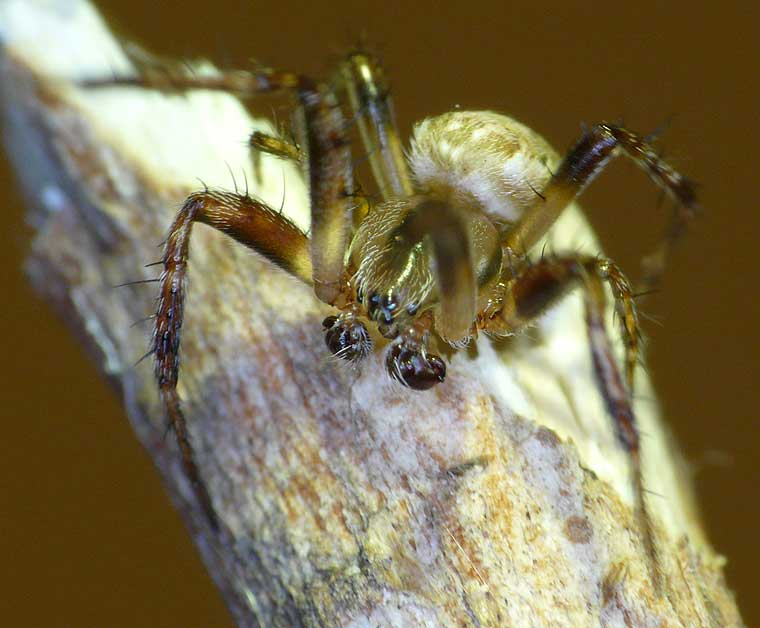
Plebs eburnus

Les mâles mesurent de 3,03 à 3,64 mm et les femelles de 5,27 à 5,88 mm.

## Publication originale
- Keyserling, 1886 : Die Arachniden Australiens. Nürnberg, vol. 2, p. 87-152 (texte intégral).